# Волш (Колорадо)
Волш (енгл. Walsh) град је у америчкој савезној држави Колорадо.

## Демографија
По попису из 2010. године број становника је 546, што је 177 (-24,5%) становника мање него 2000. године.
| Група             | 2000.       | 2010.       |
| Белци             | 591 (81,7%) | 431 (78,9%) |
| Афроамериканци    | 0 (0,0%)    | 0 (0,0%)    |
| Азијати           | 1 (0,1%)    | 0 (0,0%)    |
| Хиспаноамериканци | 107 (14,8%) | 99 (18,1%)  |
| Укупно            | 723         | 546         |